# Église Saint-Étienne de Reignac-sur-Indre
Pour les articles homonymes, voir Église Saint-Étienne et Saint-Étienne (homonymie).
L'église Saint-Étienne est l'église paroissiale de la commune de Reignac-sur-Indre, située dans le département d'Indre-et-Loire, en France. Construite au Xe siècle, elle a conservé de cette époque son clocher ainsi qu'une partie de son chœur, visible depuis l'intérieur de l'édifice. Son clocher a été inscrit au titre des monuments historiques en 1926.

## Historique
La première église construite à Reignac date de la fondation de la paroisse, selon Grégoire de Tours qui en situe la date sous l'épiscopat d'Eustoche ou Eustochius, évêque de Tours de 444 à 561 ou de 442 à 458/9 selon les sources. Il ne reste rien de cet édifice, probablement construit au même emplacement que l'église actuelle, sur la rive droite de l'Indre. L'église carolingienne qui lui a succédé, dédiée à saint Étienne, date de la fin du IXe siècle. Son clocher fut repris au siècle suivant. L'église a été remaniée à plusieurs reprises, aux XIIe siècle puis au XVIIe siècle. Au XIXe siècle, une dernière modification consista à masquer le chevet par des murs modernes et à percer une porte dans la paroi est du chevet, qui devint l'entrée principale de l'église, désormais ouverte à l'est.

## Architecture
L'élément le plus intéressant de l'église de Reignac-sur-Indre est son clocher en bâtière, inscrit au titre des monuments historiques depuis le 12 juin 1926. De plan carré, construit au IXe siècle, remanié probablement au Xe siècle dans sa partie supérieure, il est bâti en moyen appareil typique de l'architecture carolingienne, mais présente à ses quatre arêtes des chaînages de pierres plates. On remarque, sur sa face est, au-dessus de la porte moderne de l'église, deux arcs de décharge, l'un en pierres plates et l'autre en tuiles, probablement destinés à répartir la charge du clocher au-dessus d'un chœur aujourd'hui disparu. La partie supérieure du clocher, faisant office de beffroi, est percée sur chacune de ses faces de deux baies en plein cintre.
Le chœur est cloisonné, comme dans l'église Saint-Pierre de Perrusson, divisé en une nef et deux collatéraux voûtés en berceau, mais il est masqué extérieurement par des murs modernes de placage. Le collatéral nord fut aménagé par la famille du Fau qui fut, du XVe siècle au XVIIe siècle, propriétaire de Reignac ; le mur de ce collatéral est marqué aux armes de la famille « de gueules à trois fasces d'argent ».
La nef, moderne, est percée, côté sud, de deux hautes baies en plein cintre encadrant un portail lui-même surmonté d'un oculus. L'une des fenêtres de la paroi nord de la nef est ornée d'un vitrail de 1887 qui représente le martyre de Saint-Étienne, patron de la paroisse. Ce vitrail est signé Armand Clément (1840-1894), maître verrier tourangeau. L'extrémité ouest de la nef ne comporte pas d'ouverture et fait office de chœur.
À la faveur des différents remaniements, l'église, originellement orientée vers l'est et pourvue d'un clocher surmontant le chœur, s'est transformée en un bâtiment tourné vers l'ouest et pourvu d'un clocher-porche.

L'église Saint-Étienne de Reignac-sur-Indre.
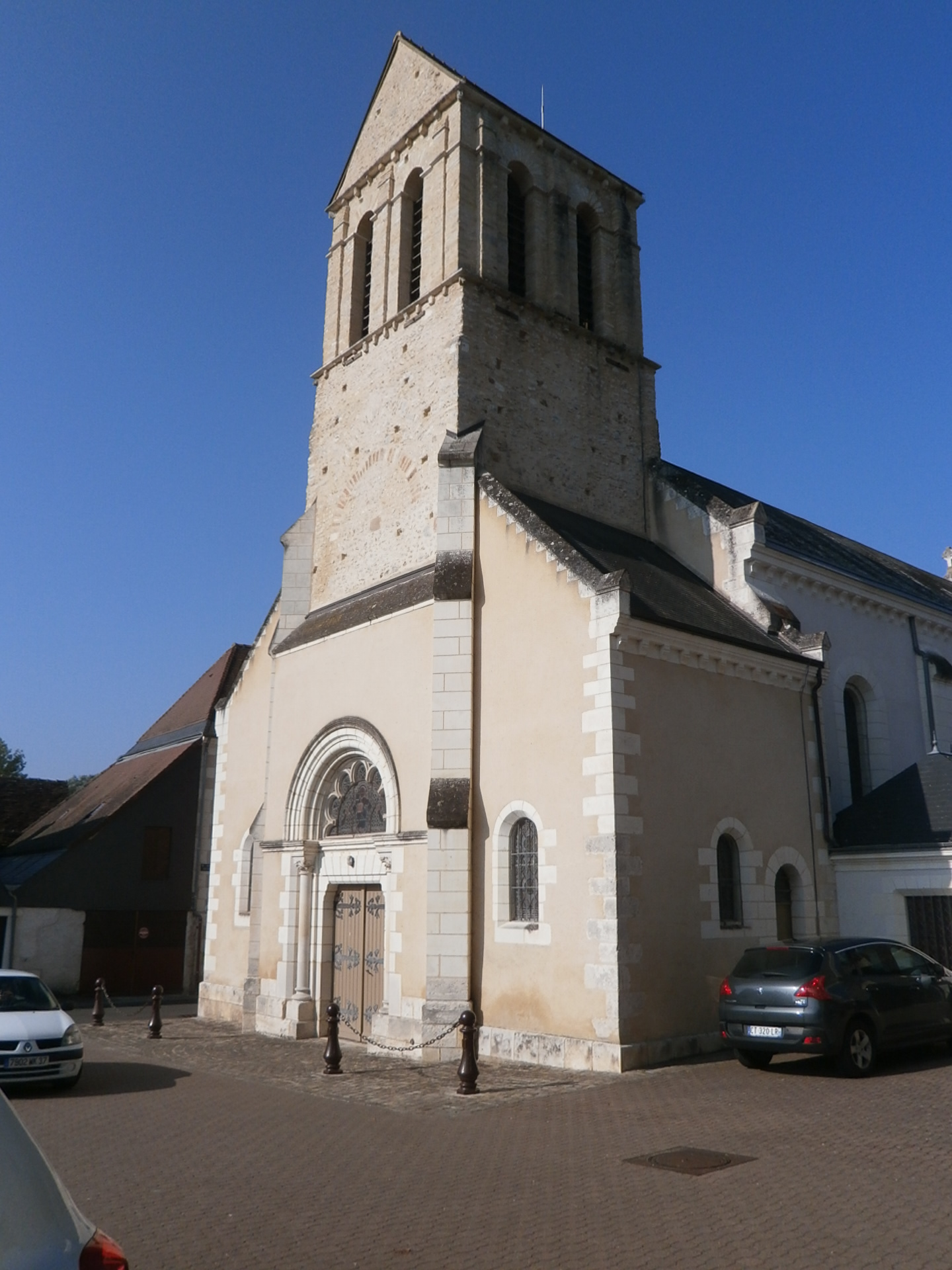
Le clocher et le chœur moderne
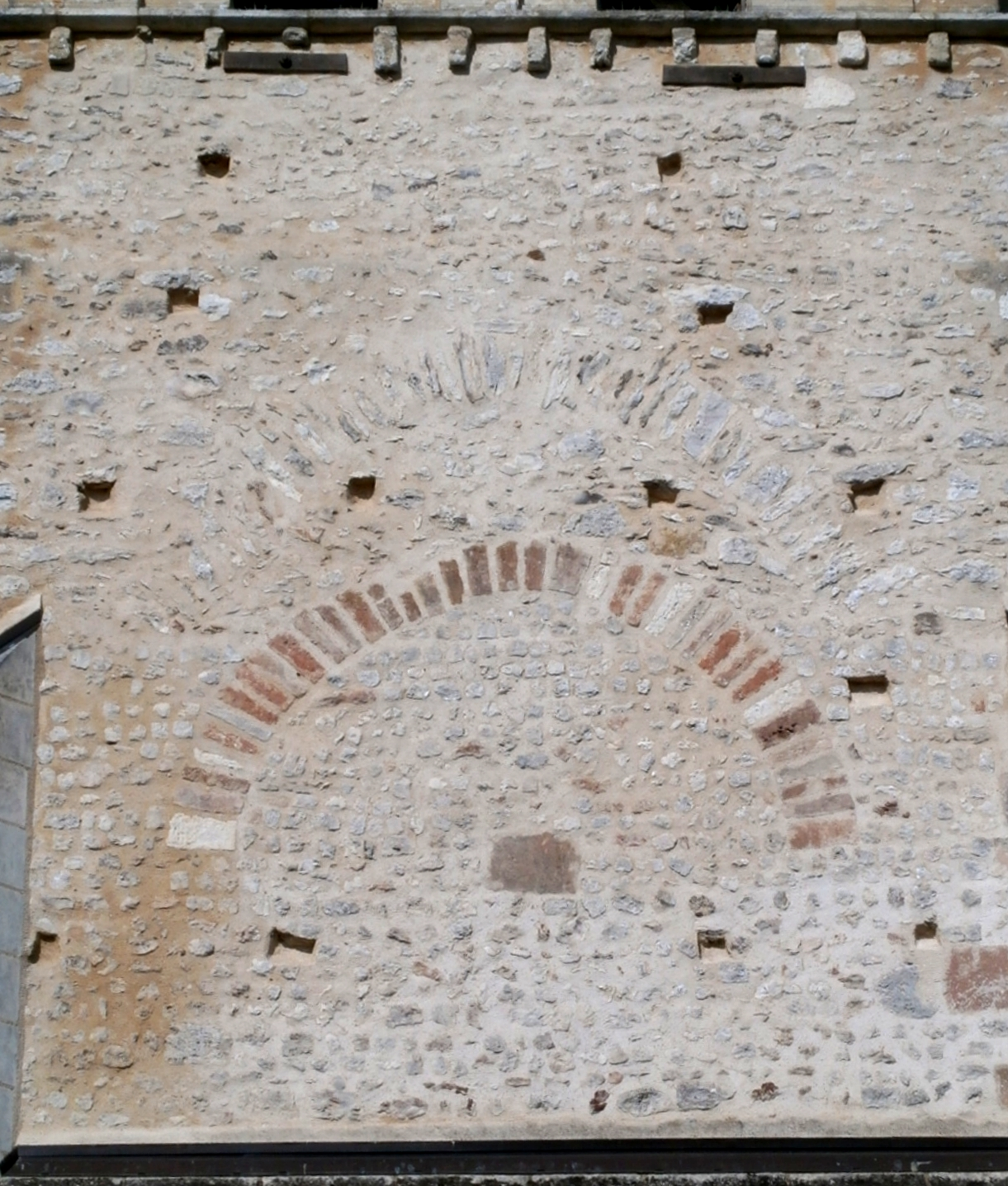
Les arcs de décharge du clocher
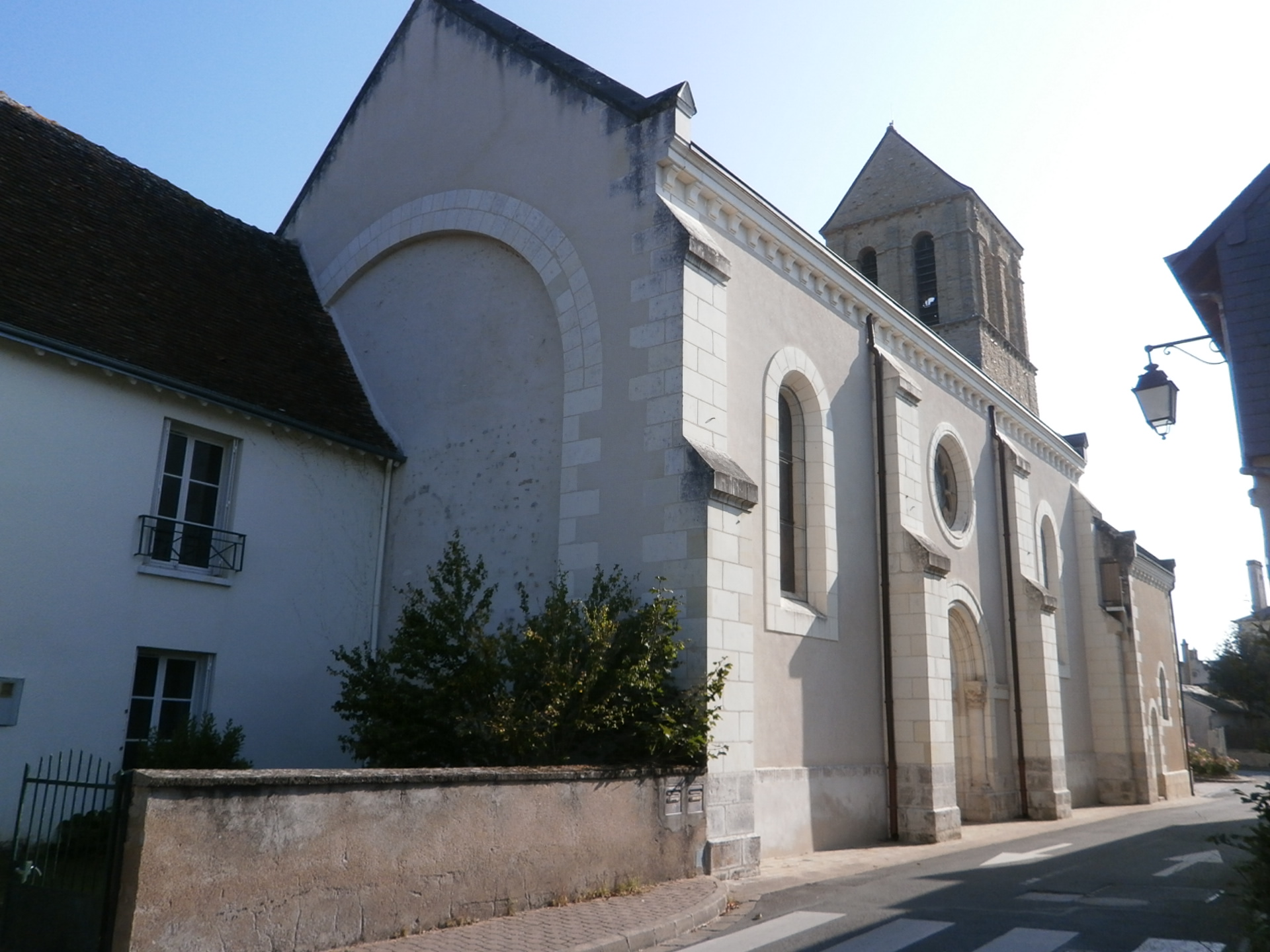
La nef
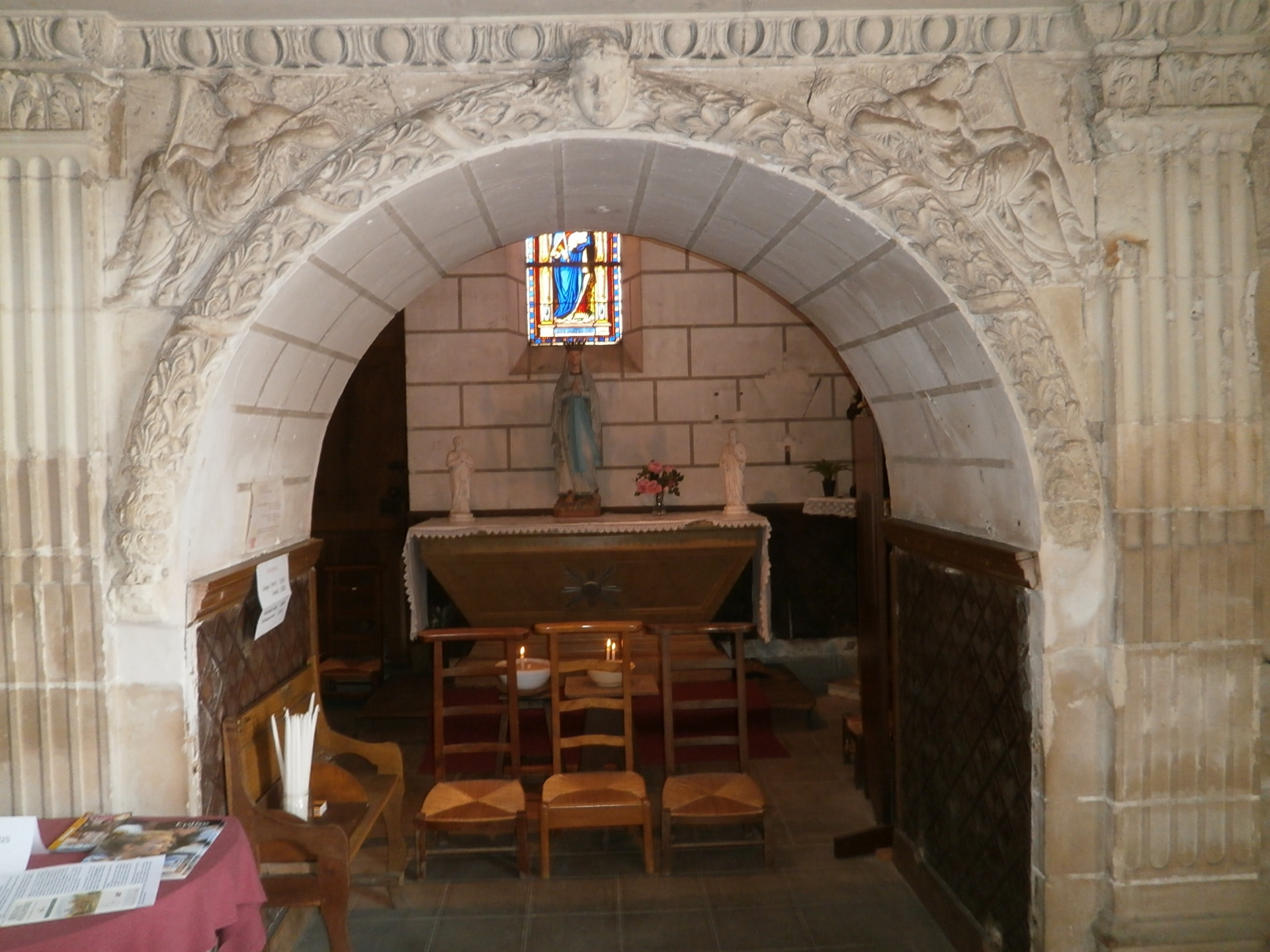
La chapelle de la famille du Fau
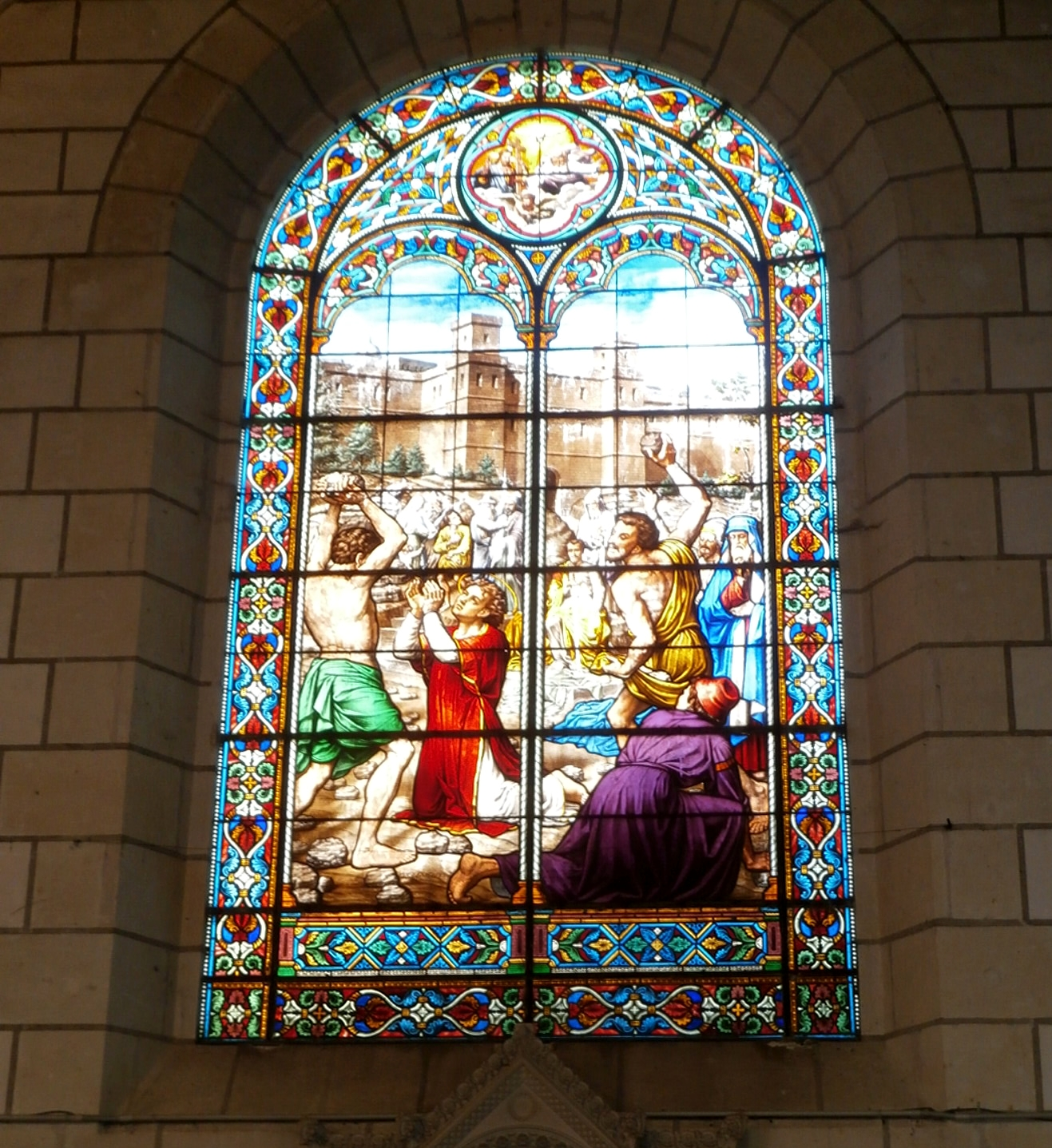
Le martyre de saint Etienne, vitrail d'Armand Clément

## Pour en savoir plus